# Chlorogomphus usudai
Chlorogomphus usudai är en trollsländeart som beskrevs av Ishida 1996. Chlorogomphus usudai ingår i släktet Chlorogomphus och familjen kungstrollsländor. Inga underarter finns listade i Catalogue of Life.